# Moritz Hermann von Jacobi

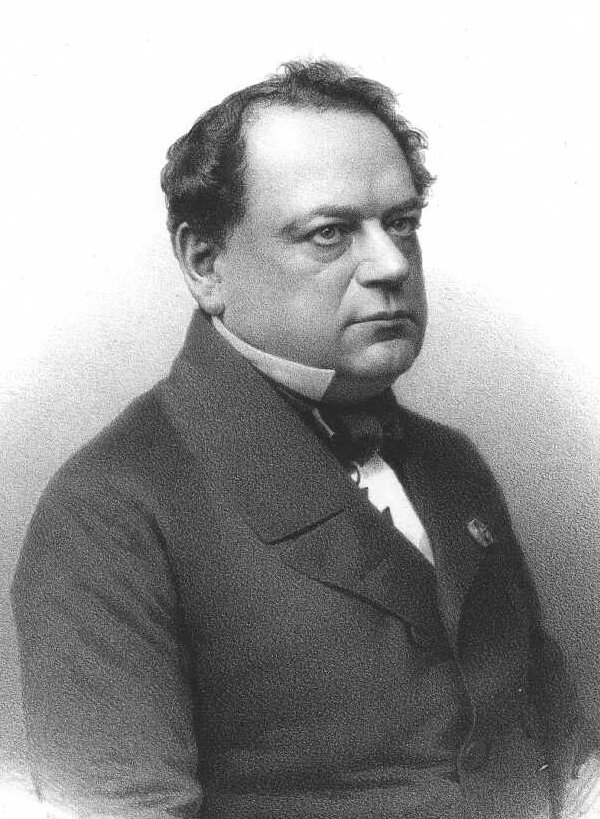
Moritz Hermann von Jacobi (1856)

Moritz Hermann (Boris Semjonovitsj) von Jacobi (Russisch: Морис-Герман (Борис Семёнович) фон Якоби) (Potsdam, 21 september 1801 – Sint-Petersburg, 10 maart 1874) was een Pruisisch natuurkundige en ingenieur die het grootste gedeelte van zijn leven in Rusland doorbracht. Zijn werk op het gebied van galvanisatie, elektromotoren en telegrafie was van groot praktisch belang.

## Biografie
Jacobi werd geboren in Potsdam als zoon van Joodse ouders. Zijn vader Simon Jacob was er bankier. Als oudere broer van de Duitse wiskundige Carl Jacobi studeerde hij af aan de Universiteit van Göttingen.
In 1834 verhuisde hij naar Koningsbergen waar hij werkte als architect alvorens hij in 1835 als professor civiele bouwkunde naar Tartu ging. Twee jaar later, in 1837, besloot hij naar Sint-Petersburg te gaan waar hij werkte als vooraanstaand onderzoeker bij de Russische Academie van Wetenschappen, naast andere wetenschappers zoals de scheikundige Dmitri Mendelejev.

## Carrière
Jacobi behoorde tot de groep van opkomende natuurkundigen die werkte aan de praktische toepassing van elektriciteit en droeg in die rol een aantal belangrijke studies bij aan in dit toen snel opkomende vakgebied.
In een van zijn eerste werken, gepubliceerd aan de Academie van Sint-Petersburg, beschreef hij zijn onderzoeksresultaten naar de sterkte van elektromagneten in motoren en generatoren. Ook besprak hij zijn pogingen die hij vanaf 1834 had ondernomen om een eerste praktische elektromotor te construeren. Hij voerde een aantal proeven uit om het motorvermogen te bepalen aan de hand van de geconsumeerde hoeveelheid zink uit de batterijen.
Met financiële ondersteuning van tsaar Nicolaas I bouwde Jacobi een 9 meter lange elektrisch motorboot met een 220 W sterke elektromotor en gevoed door batterij-elementen. De boot kon met 14 passagiers aan boord op de Neva-rivier met 5 km/h stroomopwaarts varen. Hoewel hij plannen had om een complete vloot elektrische motorboten te exploiteren was zijn boot vanuit commercieel oogpunt te duur in het gebruik. Het belangrijkste probleem was de beschikbaarheid van een geschikte energiebron. Jacobi gebruikte zink/platina batterijen die kostbaar waren waardoor het gebruik van de elektromotor 25 keer duurder was dan de destijds gebruikelijke stoommachine.
Jacobi is vooral bekend als een van de grondleggers van de galvanotechniek. Zo rond 1838 ontdekte hij als eerste het principe van de galvanoplastiek, een methode om afbeeldingen van voorwerpen in metaal te verkrijgen door elektrolyse. Hij gebruikte deze techniek om grafische drukplaten te maken.
Daarnaast werkte hij aan de ontwikkeling van de elektrische telegraaf in Rusland. In periode 1842-1845 legde hij een telegrafielijn aan tussen Sint-Petersburg en Tsarskoje Selo via een ondergrondse kabel. In 1867 werd hij door Rusland afgevaardigd om zitting te nemen in de Commissie van meeteenheden tijdens de Parijse Wereldtentoonstelling. Hij was een vurig voorstander van het metrische systeem.

## Stelling van Jacobi
De stelling van Jacobi, ook bekend als de stelling van maximaal vermogen, luidt:

Maximaal vermogen wordt getransporteerd wanneer de interne weerstand van de energiebron gelijk is aan de weerstand van de belasting, waarbij de interne weerstand constant is en de externe weerstand gevarieerd kan worden.

Deze stelling is van belang wanneer een grote belasting, zoals een elektromotor, gevoed wordt uit een batterij. Jacobi bepaalde deze stelling op basis van gezond verstand.

## Werken
- Die Galvanoplastik (1840)
- Mémoire sur l'application de l'électromagnetisme au mouvement des machines (1835)